# Amada-Gaza
Pour les articles homonymes, voir Amada et Gaza (homonymie).
Amada-Gaza est une localité de République centrafricaine, chef-lieu de l’une des sept sous-préfectures de la préfecture de Mambéré-Kadéï. 

## Géographie
La localité se trouve à 130 km au nord-ouest du chef-lieu de la préfecture Berbérati dans la vallée de la rivière Boumbé I, affluent de la Kadéï.

## Histoire
En 2002, la localité devient chef-lieu de l’une des sept sous-préfectures de la Mambéré-Kadéï, issue d'une division de la sous-préfecture de Gamboula.

## Administration
La sous-préfecture est constituée de l’unique commune de Haute-Boumbé. La localité de Amada-Gaza compte 4 100 habitants en mars 2015, dont 800 personnes déplacées.